# Ein Brief an drei Frauen
Ein Brief an drei Frauen ist ein US-amerikanischer Liebesfilm von Joseph L. Mankiewicz aus dem Jahr 1949.

## Handlung
Die alle in wohlhabenden Verhältnissen lebenden Ehefrauen Deborah, Rita und Lora Mae sind beste Freundinnen. Sie treffen sich eines Samstags im Mai und begleiten eine Schulklasse auf einen Bootsausflug mit Picknick. Am Abend ist ein Tanzdinner des Country Club geplant. Kurz bevor das Schiff ablegt, erhalten sie einen Brief von Addie Ross, einer gemeinsamen Bekannten. Die hat die Stadt verlassen – zusammen mit einem Ehemann der drei Freundinnen. Die drei Frauen überlegen, welcher der Ehemänner bei der Rückkehr nach Hause nicht auf seine Frau warten wird.
Deborah hat ihren Ehemann Brad während des Zweiten Weltkriegs in der Army kennengelernt und beide haben überstürzt geheiratet. Bevor er eingezogen wurde, war er mit Addie zusammen. Später hat sich Deborah als Kind vom Lande lange Zeit deplatziert in Brads Freundeskreis gefühlt. An diesem Maitag gab Brad an, zu einer Konferenz gehen zu müssen und auch nicht zu wissen, ob er abends zum Tanz kommen kann.
Rita ist als Liebesgeschichten-Schreiberin für das Radio die Hauptverdienerin im Haus, während ihr Mann George als Lehrer nur wenig verdient. Er ordnet sich ihrer Karriere unter. Als Rita eines Abends die für ihre Karriere wichtige Radioproduzentin Mrs. Manleigh zum Dinner einlud, vergaß sie darüber sogar Georges Geburtstag. Addie hatte an den Geburtstag gedacht und George Schallplatten mit einer vermeintlich versteckten Liebeserklärung geschickt. George hatte an dem Maitag frei, ist jedoch nicht wie sonst zum Angeln gefahren, sondern hatte sich seinen besten Anzug angezogen.
Lora Mae stammt aus armen Verhältnissen und wurde eines Tages von ihrem deutlich älteren Chef Porter Hollingsway ausgeführt. Sie machte ihm sofort deutlich, dass sie Annäherungsversuche eines Mannes nur dann akzeptiert, wenn er sie heiraten will. Seine Zurückhaltung erklärte sie sich damit, dass er lieber Addie Ross heiraten will, deren Bild auf seinem Flügel steht. Lora Maes kühle und abweisende Art schreckte Porter lange Zeit ab, doch als er merkte, ohne sie nicht leben zu können, machte er ihr einen Heiratsantrag. Die Ehe der beiden danach ist jedoch von vielen Streitereien und Misstrauen geprägt. Lora Mae zieht es in Erwägung, dass Porter mit Addie fortgegangen ist, doch es kümmert sie vorgeblich nicht.
Die Frauen kommen heim. Rita trifft auf George und ist überglücklich. Sie wird ihre Arbeit nun nicht mehr ihre Beziehung stören lassen. Lora Mae trifft nur ihre Mutter zu Hause an. Sie glaubt, Porter sei mit Addie verschwunden, doch erscheint er kurze Zeit später. Deborah erhält eine Nachricht, dass Brad am Abend nicht nach Hause kommen wird.
Die zwei Paare und Deborah treffen sich abends beim Tanz wieder. Deborah besänftigt Porter, der sich nur als Geldgeber für Lora Maes Extravaganzen sieht und glaubt, sie habe ihn nie geliebt. Als Deborah gehen will und ihren Freunden eröffnet, dass ihr Mann mit Addie fortgegangen sei, unterbricht Porter sie: Er wollte mit Addie fortgehen, ist jedoch zu Lora Mae zurückgekehrt. Während Deborah nun weiß, dass ihr Mann wirklich „nur“ auf einer Konferenz ist, nutzt Lora Mae Porters Bekenntnis nicht aus, um sich von ihm zu trennen. Sie behauptet, keines seiner Worte gehört zu haben und widerlegt damit sein Bild von der geldgierigen Ehefrau. Beide tanzen miteinander und küssen sich schließlich.

## Produktion
Ein Brief an drei Frauen basiert auf dem Roman A Letter to Five Wives von John Klempner, der statt drei insgesamt fünf Ehefrauen um ihren Mann bangen lässt. Der Film sollte ursprünglich A Letter to Four Wives heißen, wobei die vierte Ehefrau von Anne Baxter gespielt wurde. Da ihre Szenen nicht stark genug waren und der Film gekürzt werden sollte, entfiel ihr Part vollständig. Celeste Holm tritt als Addie Ross nur als Erzählerin in Erscheinung; im Film ist sie nie zu sehen.
Ein Brief an drei Frauen wurde in Cold Spring, New York, und in den 20th Century Fox Studios in Los Angeles gedreht. Er kam am 20. Januar 1949 in die Kinos und lief im Deutschland am 16. Juni 1950 an.
Drehbuchautorin Vera Caspary entwickelte aus dem Stoff eine Variante, bei der Briefe an die Ehegatten gingen. Die Verfilmung dieser Variante kam 1950 unter dem Titel Three Husbands in die Kinos. Eine Neuverfilmung von Ein Brief an drei Frauen unter dem Titel Ein Brief mit Konsequenzen (engl. A Letter to Three Wives) erschien 1985 als Fernsehfilm, Ann Sothern übernahm hierin eine Nebenrolle.

## Kritik
Der Filmdienst bezeichnet Ein Brief an drei Frauen als „intelligente und lebenskluge Komödie mit guten Darstellern.“
Cinema sah im Film „eine intelligente Charakterstudie“.

## Auszeichnungen
Bei der Oscarverleihung 1950 gewann der Film den Oscar in den Kategorien „Beste Regie“ und „Bestes adaptiertes Drehbuch“. In der Kategorie „Bester Film“ konnte er sich nicht gegen Der Mann, der herrschen wollte durchsetzten.
Der Film gewann 1950 einen WGA Award als „Best Written American Comedy“, während Joseph L. Mankiewicz für den Film 1949 mit einem DGA Award ausgezeichnet wurde.